# Hardap-Erholungsgebiet
Das Hardap-Erholungsgebiet (englisch Hardap Recreation Resort) ist ein Naturschutz- und Erholungsgebiet im Süden Namibias. Es liegt etwa fünf Kilometer nördlich der Kleinstadt Mariental und 250 Kilometer südlich der Landeshauptstadt Windhoek. Er hat den Schutzstatus eines Wildparks (englisch Game Park).
Das Naturschutzgebiet wurde um den 1968 eröffneten Hardap-Damm, dem größten Stausee Namibias, herum eingerichtet.

## Touristisches
Der Stausee ist Zentrum der Anlage, auf dem Wassersport betrieben wird. Für Touristen und Feriengäste waren (bis 2012) einfache, aber zweckmäßige Übernachtungsbungalows und ein sehr schön gelegener Restaurationsbetrieb vorhanden. Seitdem wurde die Anlage komplett saniert und sollte in einer ersten Phase am 1. Dezember 2014 sowie schließlich am 1. März 2015 wieder eröffnen. Dieses wurde auf unbekannten Zeit Ende 2014 verschoben. Das Resort eröffnete am 1. Dezember 2015.
Der Wildreichtum ist recht groß und das Gebiet gilt als Paradies für Ornithologen.